# Erica Yohn
Erica Yohn (New York–Bronx, 1928. október 1. – North Hollywood, Kalifornia, 2019. január 27.) amerikai színésznő.

## Filmjei
- A Keresztapa II. (The Godfather Part II) (1974)
- Kojak (1974, 1978, tv-sorozat, két epizódban)
- The Dream Makers (1975, tv-film)
- S.O.B. (1981)
- Egy aktmodell halála (Star 80) (1983)
- Dallas (1984, tv-sorozat, egy epizódban)
- Országúti csetepaté (Roadhouse 66) (1984)
- Night Court (1985, tv-sorozat, egy epizódban)
- Pee Wee nagy kalandja (Pee-wee's Big Adventure) (1985)
- Egérmese (An American Tail) (1986, hang)
- Amazonok a Holdon (Amazon Women on the Moon) (1987)
- Egérmese 2. – Egérkék a Vadnyugaton (An American Tail: Fievel Goes West) (1991, hang)
- Jack, a mackó (Jack the Bear) (1993)
- Corrina, Corrina (1994)
- Kisvárosi rejtélyek (Picket Fences) (1995–1996, tv-sorozat, öt epizódban)
- Hanglenyomat (Rough Draft) (1998)
- Vészhelyzet (ER) (1998, tv-sorozat, egy epizódban)
- Egérmese 3. – A Manhattan sziget kincse (An American Tail: The Treasure of Manhattan Island) (1998, hang)